# Système de traitement des infractions constatées
Pour les articles homonymes, voir STIC (homonymie).
Le Système de traitement des infractions constatées (STIC) est un fichier de police informatisé français du ministère de l’Intérieur regroupant les informations concernant les auteurs d'infractions interpellés par les services de la police nationale. Il comprend également les données relatives aux victimes de ces infractions ainsi que l'identification des objets volés ou détournés. Le STIC est placé sous la responsabilité du directeur général de la police nationale (DGPN). Il est géré par la sous-direction de la police technique et scientifique à Écully (Rhône).
La gendarmerie nationale dispose quant à elle du fichier JUDEX (système judiciaire de documentation et d'exploitation). Les fichiers STIC et Judex fusionnent en 2011 dans le fichier Traitement d'antécédents judiciaires (TAJ).
Le STIC a été critiqué par la Commission nationale de l'informatique et des libertés (CNIL).
En décembre 2008 le fichier recensait 33,8 millions d'individus (5,5 millions de mis en cause, 28,3 millions de victimes). En 2009, il comportait 3,96 millions de fiches de personnes mises en cause et 28 millions de fiches relatives à des victimes d’infraction et, au 1er novembre 2011, 6,5 millions de mis en cause et 38 millions de victimes.
La CNIL a renouvelé en juin 2013 ses critiques sur le nombre important d'erreurs déterminantes pour les individus : 40 % des fiches seraient concernées.

## Histoire, cadre législatif et réglementaire
Le STIC est un fichier policier dont le projet initial fut mis en œuvre lors du vote de la loi du 7 août 1985 relative à la modernisation de la police nationale. Il a fonctionné de manière expérimentale dans un premier temps puis en grandeur réelle à partir de 1994/95 sans autorisation de la CNIL. Une première demande d’avis n’a été déposée à la CNIL, par le ministère de l’Intérieur, qu’en 1994. Puis le STIC fut évoqué officiellement comme une priorité du ministère de l’Intérieur dans un document annexé au texte de loi du 21 janvier 1995 sur la sécurité. Il fonctionna encore sur l’ensemble du territoire, de manière clandestine, pendant six années, sans aucun moyen pour les personnes concernées d’exercer leur droit d’accès et de rectification, avant la publication du décret d’application du 5 juillet 2001 lui donnant officiellement naissance. Malgré cette activité clandestine, la CNIL reconnut son existence en 1998 avec interdiction, cependant, de l’utiliser à des fins administratives. L'article 21 de la loi n°2003-239 du 18 mars 2003 pour la sécurité intérieure (LSI) fixe le cadre législatif applicable aux traitements automatisés de données à caractère personnel recueillies au cours des enquêtes judiciaires.
En 2001 est mis en place un système de la gestion sécurisée des habilitations, toute interrogation par un fonctionnaire qui dispose d'un code personnel étant traçable grâce au système Cheops (Circulation hiérarchisée des enregistrements opérationnels de la police sécurisés).
Les fichiers STIC de la police et JUDEX de la gendarmerie étaient jadis totalement distincts et séparés. Conformément à la loi d'orientation et de programmation pour la sécurité intérieure du 29 août 2002, ils fusionnent en 2011 dans le nouveau fichier Traitement des antécédents judiciaires (TAJ).

## Personnes
Les personnes mises en cause dans un crime, un délit ou ayant fait l'objet d'une contravention de 5e classe (la catégorie la plus élevée dans l'échelle des contraventions) sur le territoire français sont inscrites dans ce fichier. Les victimes d'infractions sont également inscrites pendant toute la durée de la procédure. Les personnes morales mises en cause peuvent également faire l'objet d'un enregistrement au STIC. Le fichier contient aussi le numéro ou la description des objets signalés volés ou découverts par les services de police lors de leurs enquêtes.
À la différence du casier judiciaire qui rend compte des condamnations, le STIC, comporte également des données portant sur les procédures judiciaires en cours ou des faits amnistiés.
Depuis la loi du 15 novembre 2001 relative à la sécurité quotidienne, confortée par la loi du 18 mars 2003 sur la sécurité intérieure, le STIC peut être consulté pour le recrutement ou l'agrément des personnes postulant à des emplois liés à la sécurité. Un certain nombre de personnes se sont vu ainsi refuser un tel emploi en raison de leur inscription dans un fichier de police. Selon la CNIL, cette utilisation a modifié la nature du STIC et nécessite une vigilance particulière sur la fiabilité des données,.
Dans le cadre du STIC, le logiciel Canonge permet de rassembler dans un même fonds documentaire le signalement des auteurs d’infractions, comprenant en particulier des renseignements sur la couleur des yeux ou des cheveux, la présence de signes particuliers, les photos anthropométriques, ainsi que le type ethnique à choisir parmi une dizaine de types prédéfinis.

## Durée de l'inscription
L'identité des personnes mises en cause peut être conservée pour ou pendant une durée de 20 ans, une possibilité qu'il convient de vérifier auprès du Tribunal de Grande Instance (TGI) de la ville française dans laquelle la mise en cause a été inscrite dans le fichier STIC. Cette durée peut être portée à 40 ans pour les crimes aggravés. Mais elle peut être réduite à 5 ans pour les contraventions de 5e classe, les délits routiers, l'usage de produits stupéfiants ainsi que tous les crimes et délits commis par des mineurs. Le mis en cause peut demander la mise à jour du fichier s'il fait l'objet d'une requalification judiciaire (par exemple le délit de vol simple est retenu par la justice en lieu et place de vol aggravé), en s’adressant au procureur de la République territorialement compétent. De même, si le mis en cause fait l'objet d'un acquittement ou d'une relaxe au cours de la procédure, il peut demander que la fiche le concernant en fasse mention, ou même soit effacée. Si la mise à jour est de droit, la suppression définitive du fichier relève d'une décision du procureur.
En cas de nouvelle mise en cause dans une infraction, le délai de prescription le plus long restant à courir s'applique à l'ensemble de la liste.
L'identité des victimes peut être conservée pendant 15 ans. À l'issue de la procédure, lorsque le jugement définitif a été rendu, la victime peut demander le retrait de son dossier du STIC.
Si le mis en cause était mineur au moment des faits, les données le concernant doivent être supprimées au bout de 5 ans, sauf en ce qui concerne les délits ou crimes les plus graves.
Le ministère de l'Intérieur lance chaque mois un programme afin de supprimer du STIC les données dont la durée de conservation arrive à expiration. Environ 15 000 personnes mises en cause sont ainsi retirées du fichier chaque mois.

## Contrôle et critiques
C'est la Commission nationale de l'informatique et des libertés (CNIL) qui est chargée par la loi informatique et libertés de 1978 de veiller au bon respect du droit des fichiers. À ce titre, elle reçoit les demandes des particuliers visant à vérifier que les données inscrites au STIC les concernant sont exactes.
Si les informations détenues ne menacent pas la sûreté de l'État, la défense nationale ou la sécurité publique, la CNIL peut communiquer les informations qui les concernent aux personnes qui en font la demande. Elle peut aussi en demander la correction ou la suppression par un avis motivé. Enfin, la CNIL critique régulièrement la fiabilité et l'utilisation qui est faite du fichier par l'administration. Selon l'Observatoire national de la délinquance, le fichier comporterait environ 30 % de noms inscrits par erreur.
Dans son rapport 2005, la CNIL a déclaré avoir épuré 44 % des fichiers, soit en les mettant à jour soit en les effaçant. Elle a éliminé 1 241 742 fiches de personnes mises en cause en 2004,.
Dans son rapport publié le 20 janvier 2009, basé sur des contrôles effectués de juin à novembre 2008, la CNIL estime que seulement 17 % des fiches sont exactes. Sur les 5,5 millions de personnes mises en cause et les 28,3 millions de victimes mises en cause dans 36,4 millions d'affaires à la date du 2 décembre 2008, la plupart des erreurs concernent des défauts d'actualisation : en 2007, seulement 21,5 % des classements sans suite ont été enregistrés (0,47 % pour les non-lieux, 6,88 % pour les acquittements, 31,17 % pour les relaxes). La CNIL a relevé aussi des erreurs fréquentes et a souligné les conséquences de ces informations erronées lors d'enquêtes administratives pour les personnes travaillant dans le domaine de la sécurité ou pour des procédures administratives comme les demandes de naturalisation. La CNIL a noté également des déficiences dans la détection d'éventuelles anomalies dans la consultation de ces fichiers.
À la suite d'une question du député de la Seine-Saint-Denis Daniel Goldberg, le ministre de l'Intérieur Manuel Valls promet une amélioration rapide de l'exactitude des informations et des indications de mise hors de cause grâce à la mise en service prochaine du fichier TAJ (traitement d'antécédents judiciaires), qui regroupera le STIC et JUDEX ; un magistrat est affecté à plein temps pour veiller à la mise à jour des fichiers de police ; les procédures judiciaires qui ont fait l'objet d'un classement sans suite et qui ne donnent pas lieu, sauf exception, à effacement des données dans le fichier, ne seront plus consultables dans le cadre des enquêtes administratives préalables à certains recrutements, demandes d'autorisations ou agréments, ce qui doit mettre fin à une situation qui pouvait indûment porter préjudice à des personnes lorsqu'elles faisaient l'objet d'une enquête administrative, notamment dans le cadre de leur recherche d'emploi
Une des critiques faites au STIC est le fait qu'une personne peut se trouver inscrite dans le fichier sans en être informée, simplement après avoir été entendue comme victime ou comme témoin, ce qui peut avoir des conséquences lors d'une vérification lors d'une demande d'emploi par exemple. Il existe bien une procédure de retrait, mais elle est peu connue du public, et d'après le rapport de la CNIL en 2006 elle est « lourde, complexe et lente ».

## Saisie des informations et profilage racial
Le STIC est alimenté via LRP (Logiciel de rédaction des procédures).
La saisie des informations comporte  six rubriques principales : état civil (sexe ; âge ; taille) ; surnom et alias ; fait, historique ; signalement ; pilosité, yeux, cheveux ;  signes particuliers ;  photos anthropométriques. Dans la partie signalement, un filtre sur le « type » distingue douze types différents, : blanc (caucasien) ; méditerranéen ; gitan ; moyen- oriental ; nord-africain maghrébin ; asiatique eurasien ; amérindien ; indien ; métis-mulâtre ; noir ; polynésien ; mélanésien-canaque.
En dépit des recommandations de la CNIL, du Défenseur des droits et de l'Assemblée nationale, « ce fichage racial n'a jamais été supprimé ».

## Fuites
- En octobre 2008, le site Bakchich.info a publié les fiches STIC de Jamel Debbouze et Johnny Hallyday[18],[19],[20], démontrant ainsi les manquements dans la mise à jour du fichier. Des infractions contenues dans la fiche de Johnny Hallyday remontaient à 41 ans, contre les 20 ans autorisés[21]. Les données auraient été communiquées au site par le commandant de police Philippe Pichon afin de dénoncer le fonctionnement illégal et les irrégularités du STIC[21]. Celui-ci a été mis en examen pour « détournement de données confidentielles » et « violation du secret professionnel »[22]. Le 22 octobre 2013, Philippe Pichon a été condamné à une peine symbolique de 1 500 euros avec sursis, le tribunal constatant que « les faits qui lui sont reprochés sont partiellement motivés par les convictions d’intérêt public » et ne prononçant aucune peine complémentaire d'interdiction professionnelle[23].
- Une policière a été placée en garde à vue, en décembre 2008, pour des détournements présumés d'informations sur des vedettes[24].
- Un policier de Saint-Nazaire aurait revendu des informations issues de STIC selon la presse en 2009[25].
- Plusieurs personnes dans le cadre de l'Affaire Taser Besancenot[26].
- Selon Le Canard enchaîné, des informations issues du STIC sont utilisées par des enquêteurs privés[27], notamment à la demande d'Ikea France[28].
- Début 2013, des informations au sujet des rappeurs français comme La Fouine, Booba, Rohff, Morsay et Cortex, sont divulguées sur internet[29] (YouTube)[30]. Elles ont été soustraites par le moyen d'ingénierie sociale, en utilisant Skype[31].